# منتخب بيرو تحت 18 سنة لكرة الطائرة للسيدات
منتخب بيرو تحت 18 سنة لكرة الطائرة للسيدات هو ممثل بيرو الرسمي في المنافسات الدولية في كرة طائرة في فئة كرة الطائرة للسيدات تحت 18 سنة.